# L'Animal social
L'Animal social : Les ressorts cachés du bonheur de l'amour et de la réussite (titre original anglais : The Social Animal: The Hidden Sources of Love, Character, and Achievement) est un ouvrage non romanesque de David Brooks publié en 2011. 
L'ouvrage parle de ce qui conduit le comportement individuel ainsi que la prise de décision. Brooks passe en revue de nombreux thèmes académiques, tel que la sociologie, la psychologie, la biologie et essaie de résumer des découvertes - tel que le neurodéveloppement pendant l'enfance.
L'ouvrage mentionne deux personnages fictifs, 'Harold' et 'Erica', exemples de la manière dont la personnalité émotionnelle change à travers le temps.
Il s'agit de l'ouvrage favori de l'ancien premier ministre britannique et chef du parti conservateur David Cameron.

## Contexte
Brooks passa trois années à rédiger son ouvrage, entre sa carrière médiatique, tel que ses apparitions télévisées et les conférences. Il fit remarquer, "Je jouais au golf... à chaque seconde, j'oubliais que je ne sortais pas avec ma femme et mes enfants." Pendant ses recherches, il visita le laboratoire du neurologue Antonio Damasio à l'Université de Californie du Sud.
La distance de Brooks par rapport à ses amis et collègues résidant à Washington, qu'il avait appelé "ville la plus émotionnellement évitante des États-Unis", fournissant l'inspiration pour l'écriture du livre. Il fit également remarquer que "Notre explication de pourquoi nous vivons ainsi est tout à fait superficielle... Nos pratiques ont été formées par les opinions superficielles de la nature humaine."

## Contenu
Brooks écrit que les esprits subconscients des individus déterminent largement qui sont-ils et la manière dont ils se comportent. Il argumente que les émotions internes profondes, les 'sensations mentales qui nous surviennent', établissent l'état d'esprit extérieur prenant les décisions tel que les choix de carrière. Brooks décrit le cerveau humain comme dépendant, ce qu'il qualifie d' "éclaireurs" répétant un réseau neuronal extrêmement complexe.
Finalement, Brooks représente les êtres humains comme étant conduits par les sentiments universels de solitude et du besoin d'appartenir - ce qu'il nomme "l'urgence de fusionner". Il décrit les individus comme traversant "la boucle de la solitude" de l'isolement interne, de l'engagement, puis de la solitude à nouveau. Il déclare que les individus ressentent le besoin continuel d'être compris par les autres.
Brooks imagine deux personnages fictifs, Harold et Erica, qu'il suit de la conception à la mort naturelle. Harold vit sa vie de façon quelque peu passive, avec une attitude banale, comme celle d'un étudiant intelligent, un auteur à thème historique, puis membre d'un think tank basé à Washington. Erica a une attitude davantage concentrée et conduite la menant à surmonter l'échec de sa start-up, conseillère en stratégie qui deviendra la PDG d'une grande société de câblage, et sera probablement promue au poste de Chef de cabinet adjoint du président (fictif) Richard Grace, puis Secrétaire au Commerce.

## Critiques
Le week-end de la parution de l'ouvrage, le New York Times Book Review publia la critique du philosophe et professeur de droit Thomas Nagel. Nagel critiqua le fait que Brooks utilise des personnages fictifs à la poursuite de sa thèse centrale, rédigeant, 
« L'ouvrage est un tract moral et social, mais Brooks l'a exposé aux histoires de deux individus imaginaires, Harold et Erica, qui sont utilisés afin d'illustrer sa théorie en détail et fournir l'occasion pour les innombrables références à la littérature psychologique ainsi que les dissertations fréquentes concernant la nature humaine et la société... Cette technique est supposée soulager la monotonie de ce qui serait autrement comme parcourir 10 ans du Tuesday Science Times. Mais la fiction n'est pas le métier de Brooks, il lui manque la capacité à imaginer des personnages qui nous forcerais à y croire. »
Le Washington Times publia une critique positive. Le critique Claude R. Marx le qualifia de "bien écrit, engageant le tour d'horizon." Il commenta également que "L'efficacité de l'ouvrage est parfois diminuée par la désinvolture de l'auteur, un usage sélectif de l'évidence et une attention insuffisante aux points de vue adverses." Il conclura par dire que les lecteurs "apprendront une bonne affaire". 
Sur Salon.com, le rédacteur scientifique PZ Myers critiqua la technique narrative littéraire fictive, qualifiant l'ouvrage de "terrain vague aride", or il critiqua principalement ce qu'il appela les déficiences scientifiques, 
« Les détails techniques n'illuminent pas l'histoire de quelque manière que ce soit, et l'histoire sape la science. Finalement, la neuroscience dans l'ouvrage semble d'une profondeur d'un micromètre et d'une durée de vie ennuyeuse, avec la fiction d'Harold et d'Erica donnant l'impression qu'elle est construite sur un échantillon de deux, et les deux sont complètement imaginaires... Je ne sais pas à qui cet ouvrage est réellement destiné. Il se satisfera certainement pas les scientifiques, ou même n'importe quel individu savant désirant en savoir plus sur la manière dont fonctionne le cerveau - il n'y a aucune substance technique sur les os de cette farce. Il ne satisfera certainement pas quiconque espérant la qualité littéraire, de la beauté et de la poésie, ou même une bonne histoire. Je suspecte que son unique vertu est en unissant les deux cultures de Charles Percy Snow, qui seront tous deux peuplés avec des lecteurs agacés jetant le vivre dans toutes les pièces de toutes leurs forces. »
Will Wilkinson rédigea pour Forbes.com ce qu'il qualifia, dès le commencement, de "Critique Méprisante". Il loua l'"objectif ambitieux" de Brooks, mais trouva la suite décevante. Wilkinson nomma les personnages du livre d'individus ennuyants qu'ils mènent en sourdine, des vies plus ou moins satisfaisantes la poursuite réussie de la réussite telle qu'elle est définie au sens strict de leur culture... émotionnellement restreint, s'efforçant sans humour".
Newsweek fit paraître une critique de James Atlas louant un ouvrage "faisant autorité, érudit, d'une étendue vaste", il fit également remarquer :
« Brooks absorba et synthétisa une quantité énorme de travaux académiques. Il maîtrisa la littérature sur le développement de l'enfance, la sociologie et la neuroscience ; les classiques de la sociologie moderne ; des grands philosophes antiques aux philosophes français ; les économistes d'Adam Smith à Robert Shiller. Il cite habilement Coleridge et Stendhal. Et il n'y a rien de tape-à-l'œil. »
Alan Wolfe rédigea une critique mitigée au sein du New Republic. Il déclara que Brooks est un "vulgarisateur compétent de la recherche académique dans une grande variété de champs" et que Brooks "a une technique... pour trouver les expériences, qu'à son avis, sont pleines à craquer de révélations concernant les manières dont nous vivons actuellement." Wolfe accusa également Brooks de sélectionner des faits afin d'adapter un récit évident concernant la nature humaine. Wolfe décrivit L'Animal Social comme "un ouvrage d'un conservateur dans lequel la science est utilisée afin d'étayer un point de vue précédent". 
Walter Isaacson, écrivain et PDG de l'Institut Aspen, loua l'ouvrage en tant que "livre absolument fascinant concernant la façon dont nous formons nos émotions et notre personnage". Kirkus Reviews le mentionna de "mélange extraordinairement brillant de sociologie, d'intelligence et d'allégorie".
Tony Schwartz loua L'Animal Social au sein de la Harvard Business Review, y trouvant :
« un chemin vers une vie bien plus sensée - celle qui équilibre l'action avec l'introspection, la confiance avec la retenue. »

## Réception
Brooks participa au Colbert Report, diffusé sur Comedy Central, le 9 mars, afin de faire la promotion de son ouvrage.
Le livre fit une grande impression sur le Premier ministre britannique et chef du Parti conservateur de l'époque, David Cameron. Cameron ordonna à tous les membres de son cabinet de lire l'ouvrage. Il fonda un séminaire au 10 Downing Street, de manière que Brooks, tandis qu'il faisait la promotion de L'Animal Social au Royaume-Uni, puisse directement parler au ministre et ses conseillers les plus proches. Les conseillers médias de Cameron ont été particulièrement impressionnés par les discussions que Brooks a eues avec eux.